# Strukturalistischer Marxismus
Strukturalistischer Marxismus ist eine in den 1960er Jahren entwickelte Variante des Neomarxismus, die vornehmlich durch die philosophischen Arbeiten Louis Althussers und Étienne Balibars, die staatstheoretischen Arbeiten Nicos Poulantzas’ und die wirtschaftsethnologischen Arbeiten Maurice Godeliers in Frankreich eine ähnliche Bedeutung wie die Arbeiten der Frankfurter Schule in Deutschland gewannen. Strukturalistischer Marxismus ist eine Fremdbezeichnung, die von Althusser selbst abgelehnt wurde.
In Claude Lévi-Strauss’ ethnologischen Arbeiten wird der klassische Marxismus mit dem allgemeinen Strukturalismus verschränkt. Ähnlich verknüpfte der Althusser-Schüler Maurice Godelier den historischen Materialismus mit einem strukturalistischen Ansatz.
Gegen den humanistischen Marxismus der Marxschen Frühschriften erhebt Althusser den Anspruch eines wissenschaftlichen Marxismus, der objektive Strukturen untersucht.

## Kritik
Eine vehemente innermarxistische Kritik an Althussers Strukturalismus und Abwertung der Geschichte übte der englische Historiker E. P. Thompson mit dem Verdikt, Althussers Theorie sei ein „theoretisch gefaßter Stalinismus“ und die „Ideologie einer Elite“.